# Дмитровицька сільська рада (Мостиський район)
| Дмитровицька сільська рада — колишній орган місцевого самоврядування у Мостиському районі Львівської області з адміністративним центром у с. Дмитровичі. Історична дата утворення: в 1993 році. Водоймища на території, підпорядкованій даній раді: річка Вишенька. Сільській раді були підпорядковані населені пункти: - с. Дмитровичі - с. Волостків - с. Загороди - с. Заріччя |

## Склад ради
Рада складалася з 16 депутатів та голови.

### Керівний склад ради
| ПІБ                    | Основні відомості                                                                              | Дата обрання | Дата звільнення |
| ---------------------- | ---------------------------------------------------------------------------------------------- | ------------ | --------------- |
| Будзин Іван Михайлович | Сільський голова, 1969 року народження, освіта, член Партії промисловців і підприємців України | 26.03.2006   | 31.10.2010      |
| Будзин Іван Михайлович | Сільський голова, 1969 року народження, освіта вища, член Всеукраїнського об'єднання «Свобода» | 31.10.2010   |                 |

Примітка: таблиця складена за даними джерела